# Heathfield (East Sussex)
Heathfield è un paese dell'East Sussex, in Inghilterra. Si trova nella parrocchia civile di Heathfield and Waldron.